# Rindensackspinnen
Die Rindensackspinnen (Corinnidae) sind eine weltweit verbreitete Familie Echter Webspinnen innerhalb der Unterfamilie Corinnoidea. Die Familie umfasst 67 Gattungen mit rund 743 Arten, die in drei Unterfamilien gruppiert werden. (Stand: Februar 2016)
Viele der Arten erinnern von der Erscheinung stark an Ameisen. Sie sind bodenlebend und besiedeln Waldgebiete.

## Beschreibung

Myrmecotypus rettenmeyeri ähnelt von der Seite betrachtet der Ameisenart Camponotus sericeiventris.

Die Vertreter der Rindensackspinnen messen zwischen drei und zehn Millimetern. Je nach Unterfamilie sind sie unterschiedlich gefärbt: Während die Trachelinae einen hellen Hinterleib und einen leuchtend roten bis rot-braunen vorderen Rückenschild (Carapax) haben, sind die beiden anderen Unterfamilien Castianeirinae und Corinninae dunkel. Die Castianeirinae gehen dabei ins Metallische und weisen oft durch federartige anliegende Borsten gebildete Streifen oder andere Muster auf. Die dritte Unterfamilie, Corinninae, tendiert ins Gelblich-Braune. Der Hinterleib ist bei allen Unterfamilien von weißen Haaren besetzt, die quer verlaufende Bänder oder Flecken bilden.
Der von oben betrachtet eiförmige Carapax ist oft stark sklerotisiert. Von der Seite ist er bei den ameisenartigen Tieren gestreckt. Die acht Augen sind in zwei Vierer-Reihen angeordnet. Bei der Unterfamilie Corinninae sind die mittleren, vorderen zwei Augen auf einem Hügel gelagert. Der flache bis eingewölbte Brustschild (Sternum) endet abrupt kurz vor dem Ansatz der hinteren Beine.
Auch der Hinterleib ist eiförmig und neigt dazu, zu sklerotisieren. Bei den Ameisen ähnelnden Arten ist er gestreckt. Die Atmungsorgane bestehen aus zwei Buchlungen und einem auf den Hinterleib beschränkten Tracheensystem. Die Luftlöcher der Buchlungen befinden sich in der Nähe der Spinnwarzen. Während die beiden vorderen, kräftigen Spinnwarzen sehr eng stehen, ist das hintere Paar weiter voneinander getrennt. Die Weibchen besitzen auf den vorderen Spinnwarzen drei Spinndrüsen, auf den hinteren zwei Spinndrüsen. Die Arten der Unterfamilie Trachelinae können auch noch mehr Spinndrüsen besitzen. Der Colulus ist dreieckig und sklerotisiert.
Bei ameisenähnlichen Arten sind die Beine lang und schlank, ansonsten sind sie eher stämmig und mit Borsten besetzt. Dazu kommen, außer bei den Trachelinae, ausgeprägte Dornen. An den Tarsi sitzen zwei Klauen, Tastsinnesorgane und wenig entwickelte Haarpolster, die sogenannten Scopulae, die zum Laufen an glatten Flächen dienen. Die Chilum genannten, kleinen Sklerite an der Basis der Chelizeren, knapp unterhalb der Stirnplatte, sind stark entwickelt und bestehen meist nur aus einem Teil. Die Chelizeren selber sind kräftig und stark konvex. Sie sind mit zwei Reihen Zähnchen besetzt. Die Unterlippe (Labium) ist leicht konvex und an den Seiten eingedrückt.

## Systematik
Der World Spider Catalog listet für die Rindensackspinnen aktuell 67 Gattungen und 743 Arten. (Stand: Februar 2016)
- Abapeba Bonaldo, 2000
- Aetius O. Pickard-Cambridge, 1896
- Allomedmassa Dankittipakul & Singtripop, 2014
- Apochinomma Pavesi, 1881
- Arushina Caporiacco, 1947
  - Arushina dentichelis Caporiacco, 1947
- Attacobius Mello-Leitão, 1925
- Austrophaea Lawrence, 1952
  - Austrophaea zebra Lawrence, 1952
- Battalus Karsch, 1878
- Brachyphaea Simon, 1895
- Cambalida Simon, 1910
- Castianeira Keyserling, 1879
- Castoponera Deeleman-Reinhold, 2001
- Coenoptychus Simon, 1885
  - Coenoptychus pulcher Simon, 1885
- Copa Simon, 1886
- Copuetta Haddad, 2013
- Corinna C. L. Koch, 1841
- Corinnomma Karsch, 1880
- Creugas Thorell, 1878
- Crinopseudoa Jocqué & Bosselaers, 2011
- Cycais Thorell, 1877
- Disnyssus Raven, 2015
- Echinax Deeleman-Reinhold, 2001
- Ecitocobius Bonaldo & Brescovit, 1998
  - Ecitocobius comissator Bonaldo & Brescovit, 1998
- Erendira Bonaldo, 2000
- Falconina Brignoli, 1985
- Graptartia Simon, 1896
- Hortipes Bosselaers & Ledoux, 1998
- Humua Ono, 1987
  - Humua takeuchii Ono, 1987
- Ianduba Bonaldo, 1997
- Iridonyssus Raven, 2015
- Kolora Raven, 2015
- Leichhardteus Raven & Baehr, 2013
- Leptopicia Raven, 2015
  - Leptopicia bimaculata (Simon, 1896)
- Mandaneta Strand, 1932
  - Mandaneta sudana (Karsch, 1880)
- Mazax O. Pickard-Cambridge, 1898
- Medmassa Simon, 1887
- Megalostrata Karsch, 1880
- Melanesotypus Raven, 2015
  - Melanesotypus guadal Raven, 2015
- Merenius Simon, 1910
- Messapus Simon, 1898
- Methesis Simon, 1896
- Myrmecium Latreille, 1824
- Myrmecotypus O. Pickard-Cambridge, 1894
- Nucastia Raven, 2015
- Nyssus Walckenaer, 1805
- Olbus Simon, 1880
- Ozcopa Raven, 2015
- Parachemmis Chickering, 1937
- Paradiestus Mello-Leitão, 1915
- Poecilipta Simon, 1897
- Pranburia Deeleman-Reinhold, 1993
  - Pranburia mahannopi Deeleman-Reinhold, 1993
- Procopius Thorell, 1899
- Pronophaea Simon, 1897
- Psellocoptus Simon, 1896
- Pseudocorinna Simon, 1910
- Scorteccia Caporiacco, 1936
  - Scorteccia termitarum Caporiacco, 1936
- Septentrinna Bonaldo, 2000
- Serendib Deeleman-Reinhold, 2001
- Simonestus Bonaldo, 2000
- Sphecotypus O. Pickard-Cambridge, 1895
- Stethorrhagus Simon, 1896
- Tapixaua Bonaldo, 2000
  - Tapixaua callida Bonaldo, 2000
- Ticopa Raven, 2015
- Tupirinna Bonaldo, 2000
- Vendaphaea Haddad, 2009
  - Vendaphaea lajuma Haddad, 2009
- Wasaka Haddad, 2013
- Xeropigo O. Pickard-Cambridge, 1882